# Urodolichus gracilis
Urodolichus gracilis är en tvåvingeart som beskrevs av Lamb 1922. Urodolichus gracilis ingår i släktet Urodolichus och familjen styltflugor.
Artens utbredningsområde är Seychellerna. Inga underarter finns listade i Catalogue of Life.